# Boris Akimov
Pour les articles homonymes, voir Akimov.
Boris Borissovitch Akimov (en russe : Борис Борисович Акимов), né le 25 juin 1946 à Vienne, en Autriche, est un danseur et chorégraphe soviétique puis russe. Il est Artiste du peuple de l'URSS (1989).

## Biographie
Boris Akimov termine l'école de danse de Moscou rattachée au théâtre Bolchoï en 1965 (professeur Māris Liepa). Il entre la même année dans la troupe dans laquelle il restera jusqu'en 1989 et dont il devient maître de ballet.
Parallèlement, il est chorégraphe à Londres au Covent Garden et à La Scala de Milan. Il travaille aussi pour le Ballet de Tokyo, l'Opéra national de Vienne, l'Opéra national de Hambourg, l'Opéra national de Bavière à Munich, le Ballet royal danois, le ballet de l'Opéra de Paris, le ballet de Bâle, le Mariinsky de Saint-Pétersbourg, le Ballet national de Hollande à Amsterdam.
En 1978, il sort diplômé de la faculté pédagogique de l'Académie russe des arts du théâtre.
Entre 2000 et 2003, il est directeur artistique du ballet du Bolchoï. De 2000 à 2005, il est professeur à la chaire de danse classique masculine à l'Académie nationale de chorégraphie de Moscou, dont il est aussi directeur artistique.

## Distinctions
- Artiste émérite de la RSFS de Russie (1976)
- Artiste du peuple de la RSFS de Russie (1976)
- Prix d'État de l'URSS (1977) pour le ballet Angara
- Prix du Komsomol (1978)
- Artiste du peuple de l'URSS (1989)
- Ordre de l'Insigne d'honneur (1980)
- Ordre de l'Honneur (2001)
- Ordre de l'Amitié (2005)

## Rôles
- Un géologue, Les Géologues, de N. Karetnikov, version de Kassatkina et Vladimir Vassiliev (1966)
- Ilias, Assel, de V. Vlassov, version d'Oleg Vinogradov (1967)
- Ivanouchka, Le Petit Cheval bossu, de Rodion Chtchedrine, version d'A. Radounski (1968)
- Crassus, Spartacus, d'Aram Khatchatourian, version de Youri Grigorovitch (1968)
- Soliste, Chopiniana, sur une musique de Chopin, version de Michel Fokine (1969)
- Albert, Giselle, sur une musique d'Adolphe Adam, d'après la chorégraphie de Marius Petipa, version de Léonide Lavrovski (1970)
- Le Mauvais Génie, Le Lac des cygnes, de Tchaïkovski, version de Youri Grigorovitch (1969)
- Le Prince, Le Lac des cygnes, de Tchaïkovski, version d'Assaf Messerer (1972)
- Siegfried, Le Lac des cygnes, de Tchaïkovski, version de Youri Grigorovitch (1973)
- Le Prince Kourbski, Ivan le Terrible, ballet de Youri Grigorovitch (1975) création
- Cléon, Icare, de Slonimisky, chorégraphie de Vladimir Vassiliev (1976)
- Sergueï, Angara, de A. Echpaï, chorégraphie de Youri Grigorovitch (1976)
- Pavel, Le Sous-lieutenant Kijé, sur une musique de Prokofiev, chorégraphie de A. Lapauri et O. Tarassova (1977)
- Hans, Giselle (1977)
- Khoroud, Poème indien, version de M. Scott et Y. Papko (1981), création
- Nerso, Gayaneh, de Khatchatourian, version de M. Martirosian (1984) création

## Filmographie
- Film-ballet : Le Siècle terrible (d'après le ballet Ivan le Terrible), dirigé par Youri Grigorovitch et Vadim Derbeniov (1978)
- Film TV : Le Lac des cygnes (1983)
- la Vie en danse de Youri Grigorovitch